# Caracas FC
Caracas Fútbol Club – wenezuelski klub piłkarski założony 12 grudnia 1967, z siedzibą w mieście Caracas.

## Osiągnięcia
- Mistrz Wenezueli (12): 1991/1992, 1993/1994, 1994/1995, 1996/1997, 2000/2001, 2002/2003, 2003/2004, 2005/2006, 2006/2007, 2008/2009, 2009/2010, 2019
- Wicemistrz Wenezueli: 2004/2005, 2007/2008, 2011/2012
- Copa República Bolivariana de Venezuela: 2000

## Historia
We wczesnych latach 80. XX wieku klub, zwany wówczas Yamaha, grał z powodzeniem w kilku mistrzostwach amatorskich. W 1984 klub zmienił nazwę na Caracas-Yamaha i przystąpił do rozgrywek wenezuelskiej ligi zawodowej biorąc udział w mistrzostwach drugiej ligi. Błyskawicznie awansował do pierwszej ligi, gdzie już w latach 90. stał się czołowym klubem Wenezueli. Przydomek klubu Los Rojos del Avila (Czerwoni z Avila) pochodzi zarówno od czerwonych koszulek jak i od góry Cerro El Ávila, wznoszącej się w pobliżu Caracas.